# Andreas Heinrich Bucholtz
Andreas Heinrich Bucholtz (Schöningen, 25 novembre 1607 – Braunschweig, 20 maggio 1671) è stato uno scrittore, poeta e teologo tedesco, famoso soprattutto per i suoi romanzi epici a sfondo storico-politico.
Si formò prima alla scuola di Georg Büchner, per poi studiare teologia a Rostock. Dal 1641 insegnò a Rinteln filosofia pratica e arte poetica; dal 1645 teologia.
Traduttore di Orazio, la sua fama è però legata alla fortunatissima produzione in prosa.